# Мадавагупта
Мадавагупта  — правитель держави Пізніх (Східни) Гуптів.

## Життєпис
Молодший син Магасенагупти. 601 року після смерті батька розділив володіння з братом Кумарагуптою, отримавши Маґадгу. Братові дісталася Малва, де там Кумарагупту було повалено родичем Девагуптою. До 605 року останнього здолав Прабхакаравардхана з династії Пуш'ябхуті, відновивши Кумарагупту під своєю зверхністю.
Своєю чергою проти Мадавагупти виступив Шашанка, раджа Гауди, який перед тим повалив брата Джаянагі, союзника Пізніх Гупта. Мадавагупта зазнав поразки, зберігши лише землі навколо Паталіпутри та визнавши зверхність Шашанки.
Надалі став союзником і другом магараджахіраджи Харши, якому сприяв 626 року в захопленні Маґадги. Між 638 і 642 роками отримав титул магараджи Маґадги, але під зверхністю Харши. Після смерті останнього близько 647 року став незалежним.
Почав боротьбу за владу в Маґадгі з Аруншвою, колишнім сановником, що захопив владу в Тірабкхуті (північний Біхар), та Бхаскарварманом, маграджею Камарупи. Аруншва уклав військовий союз з ценпо Сронцангамбо, що відправив тому тибетські війська. В свою чергу Мадавагупта домовився з Бхаскарварманом, який на той час зайняв північ і схід Маґадги. Союзники в 3-денній битві біля Чампарану завдали рішучої поразки Аруншві. Спільно з союзником розділив володіння останнього.
650 року після смерті Бхаскарвармана зумів відвоювати більшість Маґадги. Помер Мадавагупта близько 655 року. Йому спадкував син Адіт'ясена.